# Верцингеториг
Верцинге́ториг или Верцинге́торикс (лат. Vercingetorix) (ок. 82 до н. э. — 46 до н. э.) — вождь кельтского племени арвернов в центральной Галлии, противостоявший Юлию Цезарю в Галльской войне. Его имя на галльском означает «повелитель над» (ver-rix) «воинами» (cingetos).

## Биография
Сын вождя арвернов Кельтилла, казнённого по обвинению в желании править всей Галлией.
По некоторым данным обучался в Британии у друидов. По свидетельству Диона Кассия он был другом Цезаря.

### Начало всеобщего восстания
Во время Галльской войны Верцингеториг возглавил восстание объединённых галльских племён против Цезаря, фактически покорившего всю Галлию, в 52 году до н. э. Сам Цезарь описывал возвышение Верцингеторига так:

«Этот очень влиятельный молодой человек, отец которого стоял некогда во главе всей Галлии и за свое стремление к царской власти был убит своими согражданами, собрал всех своих клиентов и без труда поджег их к восстанию. Узнав о его замыслах, арверны схватились за оружие. Его дядя Гобаннитион и остальные князья, не находившие возможным теперь же пытать счастья, воспротивились ему, и он был изгнан из города Герговии. Однако он не отказался от своего намерения и стал набирать по деревням бедноту и всякий сброд. С этой шайкой он обходит общину и повсюду привлекает к себе сторонников, призывая к оружию для борьбы за общую свободу. Собрав таким образом большие силы, он изгоняет из страны своих противников, которые недавно изгнали его самого. Его приверженцы провозглашают его царем. Он повсюду рассылает посольства, заклинает галлов соблюдать верность своей присяге. Скоро в союз с ним вступают сеноны, парисии, пиктоны, кадурки, туроны, аулерки, лемовики, анды и все прочие племена на берегу Океана. По единогласному постановлению они вручили ему главное командование. Облеченный этой властью, он требует от всех этих общин заложников; приказывает в кратчайший срок поставить определённое число солдат; определяет, сколько оружия и к какому сроку должна изготовить у себя каждая община».
— Цезарь. Записки о Галльской войне, книга VII, 4.

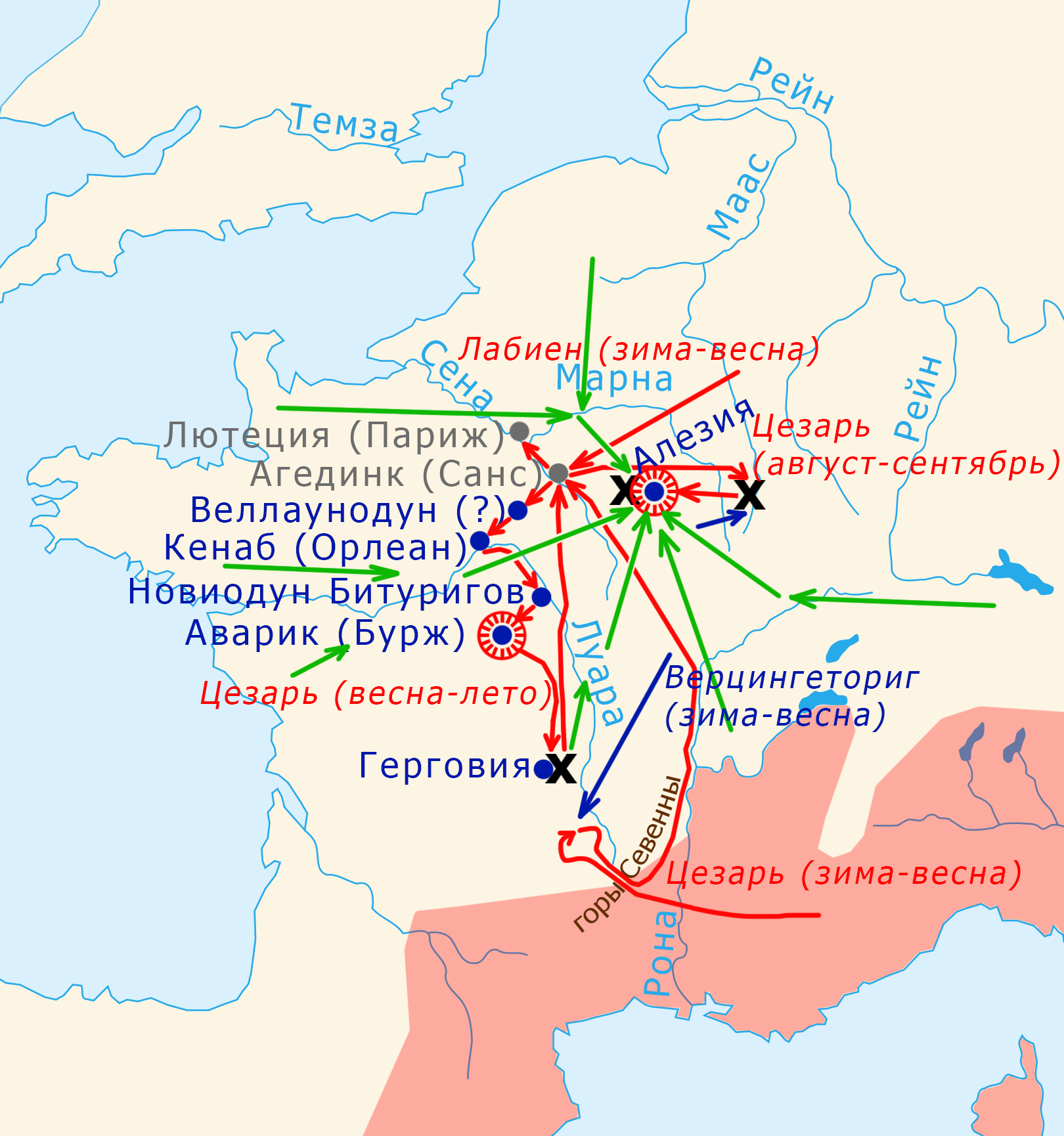
Кампания 52 года до н. э.
— Римская республика к началу войны
↗ — действия Цезаря и его легатов
↗ — действия Верцингеторига
↗ — сбор галльского ополчения к Алезии
X — битвы
Серым цветом отмечены города, через которые проходил путь Цезаря или Лабиена; современное название города даётся в скобках
Синим цветом отмечены города и крепости восставших

Сигналом к восстанию послужило нападение племени карнутов на Кенаб (или Ценаб; современный Орлеан) и убийство всех римлян в нём (в основном, торговцев) — нападавшие надеялись, что Римская республика, охваченная политическим кризисом после убийства политика Публия Клодия Пульхра, не сможет действенно отреагировать. Робер Этьен полагает, что Верцингеториг не только стал лидером повстанцев до резни в Кенабе, но и спланировал всё восстание, включая необычное начало войны зимой, что заставило Цезаря, при других обстоятельствах зимовавшего к югу от Альп, пробираться к расквартированным в Галлии легионам через заснеженные горы Севенны (Цезарь пишет о высоте снежного покрова в 6 футов — около 170—180 сантиметров). Планом галльского вождя стало блокирование римских легионов на севере и вторжение в Нарбонскую Галлию на юге; согласно этому плану, Цезарю пришлось бы направить все силы на защиту римской провинции, а Верцингеториг с основной армией должен был беспрепятственно действовать в центральной Галлии.
Вторгшись в земли родного племени Верцингеторига — арвернов, — Цезарь оставил там Децима Брута с кавалерией и через земли сохранивших верность Риму эдуев вышел к двум легионам, зимовавшим среди племени лингонов, а оттуда вызвал остальные легионы из земель белгов. Таким образом, Гаю удалось тайно добраться к основным своим войскам, и Верцингеториг узнал о случившемся, когда силы римлян уже почти объединились. Вождь галлов в отместку напал на племя бойев, которое эдуи расселили в своих землях. Этим Верцингеториг вынудил Цезаря сделать сложный выбор: либо полководец начинал кампанию в условиях продолжающейся зимы, что гарантировало трудности в снабжении, либо он отказывает бойям в помощи, но в этом случае пошатнётся уверенность союзников Рима в том, что Цезарь способен их защитить.
Римский полководец принял решение прийти бойям на помощь, несмотря на ожидавшиеся трудности. Оставив два легиона в Агединке (современный Санс), он осадил один из главных городов восставших сенонов Веллаунодун (местоположение неизвестно) и взял его за два дня. Столь быстрое взятие города стало неожиданностью для карнутов, которые не успели подготовить к приходу римлян Кенаб. Город был взят штурмом и сожжён дотла, а его жители проданы в рабство в наказание за содействие убийству римлян.
После взятия Кенаба римляне перешли через Луару и подошли к Новиодуну битуригов (современный Нен-сюр-Беврон или Нёви-сюр-Баранжон). Его жители уже были готовы открыть Цезарю ворота, когда показались войска Верцингеторига, и галлы изменили своё мнение. Впрочем, после того, как наступающие силы восставших (это был небольшой передовой отряд) были разбиты римлянами, жители поселения всё же открыли римлянам ворота.

### «Выжженная земля»
Как пишет Юлий Цезарь в своих «Записках о Галльской войне», Рим обеспечил свою власть над кельтскими племенами за пределами римской провинции Нарбонская Галлия применением политики «разделяй и властвуй».
Верцингеториг, напротив, объединил племена и применил тактику нападения на римские войска с последующим отходом в естественные укрепления. Кроме того, восстание стало одним из первых зарегистрированных примеров использования стратегии «выжженной земли», когда восставшие сжигали городские поселения, чтобы лишить римские легионы провианта. Вождь галлов приказал перевезти все запасы продовольствия в небольшое число хорошо защищённых городов, а все прочие поселения и запасы потребовал сжечь, чтобы они не достались врагу. Затягивание времени работало на галлов, поскольку они могли продолжать стягивать подкрепления и собирать продовольствие в отдалённых районах. Соответствующее решение Верцингеториг огласил на совещании вождей восставших галльских племён.
От окончательного истощения всех продовольственных запасов римлян спасло только овладение очередным галльским городом — столицей племени битуригов Авариком (современный Бурж), куда галлы свозили продовольствие. Племя битуригов упросило Верцингеторига не покидать, а защищать город, который был прекрасно укреплён и располагался среди труднопроходимых болот, лесов и рек. Несмотря на это, Цезарь всё же решился его захватить, узнав о больших запасах продовольствия в городе. Для штурма он выбрал участок между двумя болотами и начал возводить там вал, крытые галереи и осадные башни. Когда в середине апреля у римлян уже подходили к концу запасы еды, вал был завершён, и они смогли проникнуть по нему через стену. В ходе штурма войска Цезаря и его заместителя Тита Лабиена захватили город с богатыми запасами продовольствия, а почти всё скрывавшееся там население было ими перебито (из 40000 в живых осталось только 800 человек). Взятие Аварика, впрочем, нисколько не уменьшило авторитет Верцингеторига как полководца, а произвело обратный эффект:

«…так как он [Верцингеториг] ещё раньше, когда всё обстояло благополучно, сначала предлагал сжечь Аварик, а потом его оставить, то у них [галлов] ещё более повысилось представление о его предусмотрительности и способности предугадывать будущее».
— Цезарь. Записки о Галльской войне, книга VII, 30.

### Победа при Герговии
Вскоре Цезарь разделил свои войска на две части. Он направил Тита Лабиена с четырьмя легионами на север, в земли сенонов и паризиев, а сам отправился на юг, в земли арвернов. Проконсул поднимался вверх по течению реки Элавер (современное название — Алье), Верцингеториг же следовал по другому берегу реки, уничтожая мосты и не давая Цезарю переправиться. Перехитрив галльского полководца, Гай переправился через Элавер и подошёл к опорному пункту галлов в землях арвернов — Герговии (возле современного Клермон-Феррана). Герговия была одним из важнейших городов повстанцев, а Робер Этьен и вовсе называет её «столицей восставшей Галлии».
Город был удачно расположен на высоком холме и хорошо укреплён. Хотя его защищала основная армия Верцингеторига, Цезарь решил захватить стратегически важный пункт. Вскоре, впрочем, стало известно, что вожди племени эдуев готовятся изменить римлянам и перейти на сторону восставших. 10-тысячный вспомогательный отряд, который эдуи ещё раньше направили на помощь Цезарю, хотел перейти на сторону Верцингеторига из-за слухов об убийстве римлянами всех эдуев в их лагере. Гай узнал о распространявшихся слухах и направил к этому отряду свою кавалерию, причём включил в неё и эдуев, которых считали убитыми. После этого большая часть вспомогательного отряда присоединилась к Цезарю, но само племя эдуев продолжало склоняться к союзу с восставшими.
Дальнейшие события, известные как битва при Герговии (июнь 52 года до н. э.), не совсем ясны из-за уклончивости «Записок». Вероятно, невразумительное описание было составлено Цезарем намеренно, чтобы снять с себя вину за неудачу. Общий ход событий реконструируется следующим образом: полководец направил свои войска на рискованный штурм, отвлекая внимание осаждённых различными ухищрениями, но затем атака сорвалась. Цезарь, вероятно, сумел добиться внезапности нападения, однако осаждённые сумели вовремя стянуть силы к месту штурма. По версии «Записок», в самый ответственный момент легионы не услышали сигнал к отступлению. Впрочем, это описание не объясняет, для чего войскам потребовалось отступать, если штурм шёл удачно. Кроме того, неясно, почему полководец не поддержал атакующих — в резерве у него оставался по крайней мере один X легион. По сообщению Цезаря, римляне потеряли 746 человек убитыми (46 центурионов и 700 солдат), и вскоре отступили, дважды пытаясь спровоцировать Верцингеторига на битву на равнине. От Герговии римляне направились в область эдуев. Большинство из них к этому времени уже присоединилось к восстанию. Они перебили многочисленных римских торговцев и фуражиров в Новиодуне эдуев (современный Невер), захватили множество продовольствия и денег, после чего сожгли город

### Поражение при Алезии

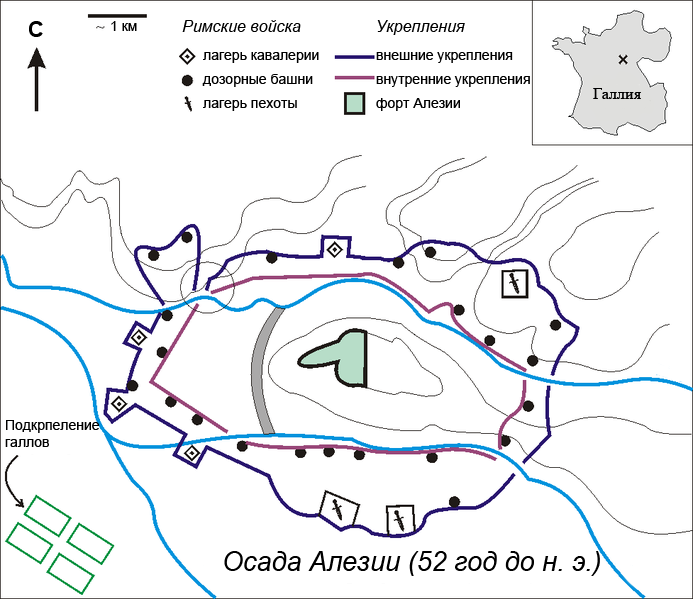
Схема осады Алезии

После того, как Верцингеториг заставил римлян отступить от осаждённой ими Герговии, его единогласно признали верховным военным вождём на общегалльском съезде в Бибракте — столице племени эдуев, последним перешедшего на сторону восстания; лояльными Риму остались лишь два племени (лингоны и ремы). На съезде в Бибракте Верцингеториг также заявил о том, что галлам следует продолжать избегать генерального сражения, нарушая коммуникации и пути снабжения Цезаря. Опорным пунктом решено было сделать Алезию (вблизи современного Дижона; точное расположение было определено в результате раскопок, начатых по приказу Наполеона III). Вождь кельтов вновь высказался в поддержку распространения восстания на Нарбонскую Галлию и начал посылать туда свои отряды. Впрочем, когда повстанцы попытались заручиться поддержкой кельтов этой провинции, самое крупное племя аллоброгов решительно отказалось сотрудничать с ними, а двоюродный брат проконсула Луций Юлий Цезарь вскоре набрал в провинции 22 когорты ополченцев и успешно противостоял всем попыткам вторжения.

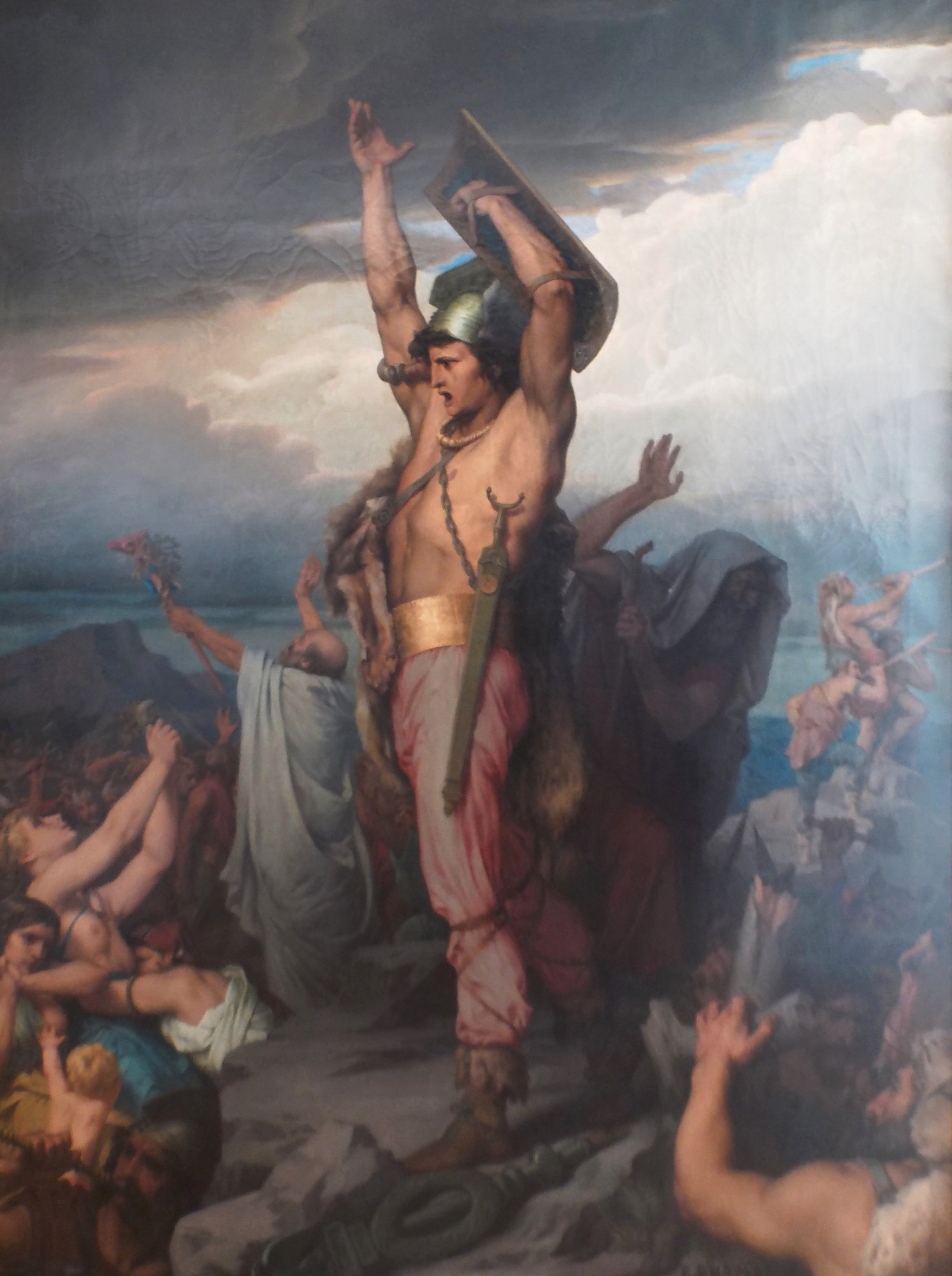
Верцингеторикс призывает галлов на защиту Алезии. Франсуа Эмиль Эрманн, около 1870, Музей Роже-Кийо, Клермон-Ферран

Несмотря на свой первоначальный успех, восставшие были в конце концов окружены в крепости Алезия в центральной Галлии. Алезия располагалась на крутом холме посреди долины и была хорошо укреплена. Верцингеториг, вероятно, надеялся повторить сценарий, сработавший у Герговии, однако римляне приступили к планомерной осаде вместо попытки штурма. Для этого Цезарю пришлось рассредоточить свои войска вдоль возводимых осадных стен общей длиной в 11 миль (17 километров; по другим данным, 20, 15 или 16 километров). Осада была особенной ещё и из-за численного превосходства осаждённых над осаждающими: в Алезии, по свидетельству Цезаря, укрывалось 80 тысяч солдат. Более вероятна, впрочем, оценка численности осаждённых в 50-60 тысяч, хотя Наполеон Бонапарт и Ганс Дельбрюк оценивали численность гарнизона Алезии всего в 20 тысяч галлов. Римляне же располагали, по разным версиям, 10 ослабленными войной легионами в 40 тысяч солдат или 11 легионами в 70 тысяч солдат, включая вспомогательные войска.
Галльский полководец попытался снять осаду, напав на возводивших укрепления легионеров, но атака была отбита. Часть кавалерии повстанцев сумела прорваться через ряды римлян и по заданию Верцингеторига разнесла весть об осаде по всей Галлии, призывая племена собрать ополчение из всех способных нести оружие и идти к Алезии. Хотя Верцингеториг призвал на помощь другие галльские племена, но Юлий Цезарь организовал двойное кольцо осады вокруг Алезии, что позволило ему разбить по частям осаждённых и их союзников, пришедших им на выручку.

Лионель Руайе. Верцингеторикс бросает оружие к ногам Цезаря. 1899

После того, как все попытки прорвать римские укрепления не дали результатов, восставшие сдались из-за охватившего Алезию голода. Когда запасы еды подходили к концу и галлы подсчитали, что продовольствия им хватит от силы на месяц, Верцингеториг приказал вывести из города множество женщин, детей и стариков, хотя галл Критогнат якобы предлагал съесть их. Большинство из тех, кого вынудили покинуть Алезию, принадлежало к племени мандубиев, которые и предоставили свой город Верцингеторигу. Цезарь же приказал не открывать им ворота.
Хотя в конце сентября к Алезии приблизилось огромное галльское ополчение, которое возглавляли Коммий, Виридомар, Эпоредориг и Веркассивеллаун (его численность, по завышенной оценке Цезаря, составляла более 258 тысяч человек; по оценке Ганса Дельбрюка — 50 тысяч солдат), но две первые попытки прорыва укреплений заканчивались в пользу римлян. На третий день 60-тысячный (по свидетельству Цезаря) отряд галлов напал на римские укрепления на северо-западе, которые были самыми слабыми из-за пересечённой местности. Возглавил этот отряд Веркассивелаун, двоюродный брат Верцингеторига. Остальные войска совершали отвлекающие атаки, мешая проконсулу стянуть все силы для отражения главного удара. Исход битвы у северо-западных укреплений решили направленные и возглавленные Цезарем резервы, стянутые Титом Лабиеном на фланг 40 когорт, а также обошедшая противника с тыла кавалерия — галлы были разбиты и бежали.

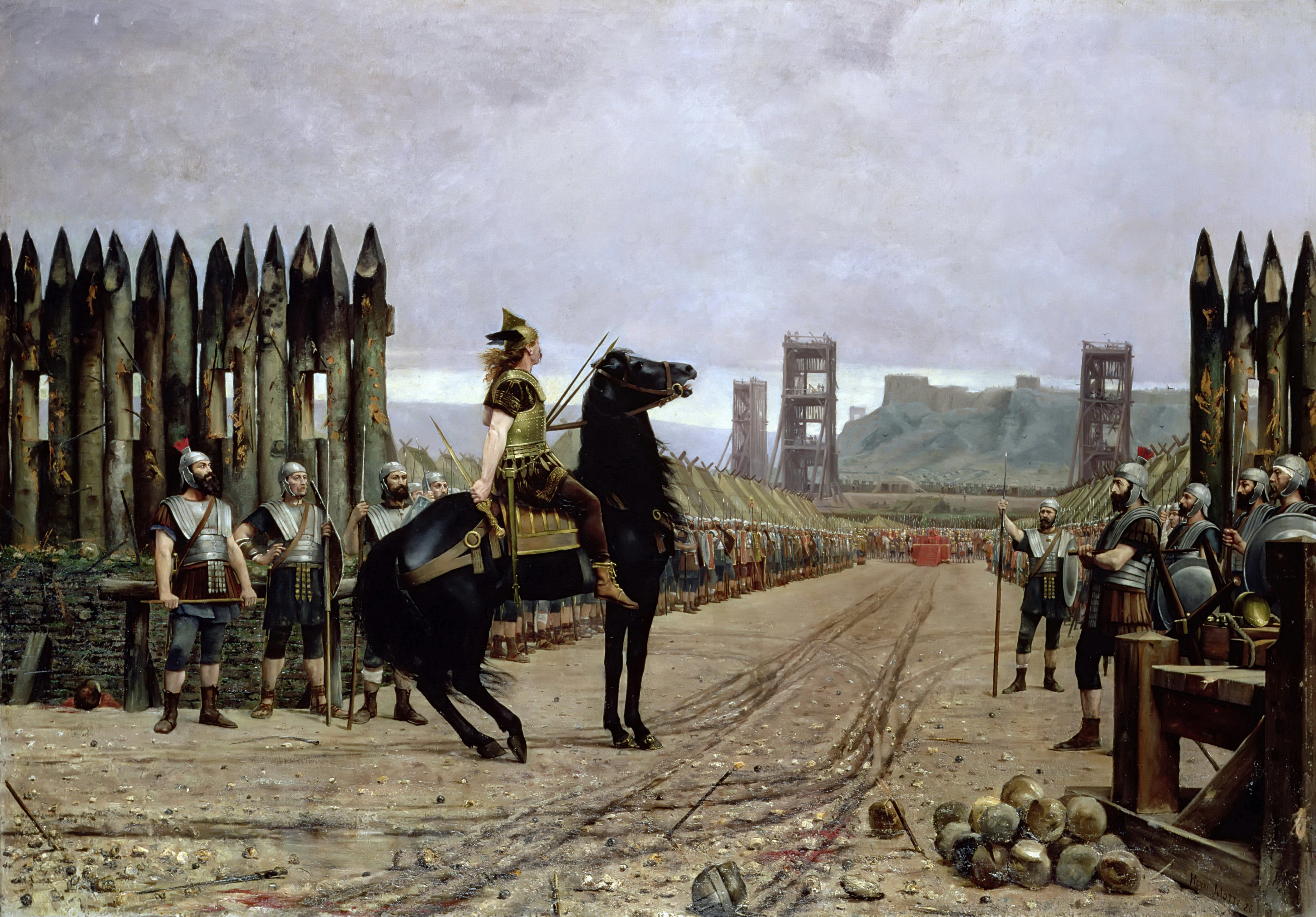
Анри-Поль Мотт. Верцингеториг сдаётся Цезарю. 1886

В итоге, на следующий день Верцингеториг сложил оружие. Подробности сдачи полководца Плутарх описывает так:

«Верцингеториг, руководитель всей войны, надев самое красивое вооружение и богато украсив коня, выехал из ворот. Объехав вокруг возвышения, на котором сидел Цезарь, он соскочил с коня, сорвал с себя все доспехи и, сев у ног Цезаря, оставался там, пока его не заключили под стражу, чтобы сохранить для триумфа».
— Плутарх. Цезарь, 27.
Верцингеториг был среди прочих трофеев доставлен в Рим, где провёл пять лет в заключении в Мамертинской тюрьме, дожидаясь триумфа Цезаря, а после участия в триумфальной процессии в 46 году до н. э. был задушен (по другим источникам, умер от голода в тюрьме).

## Память

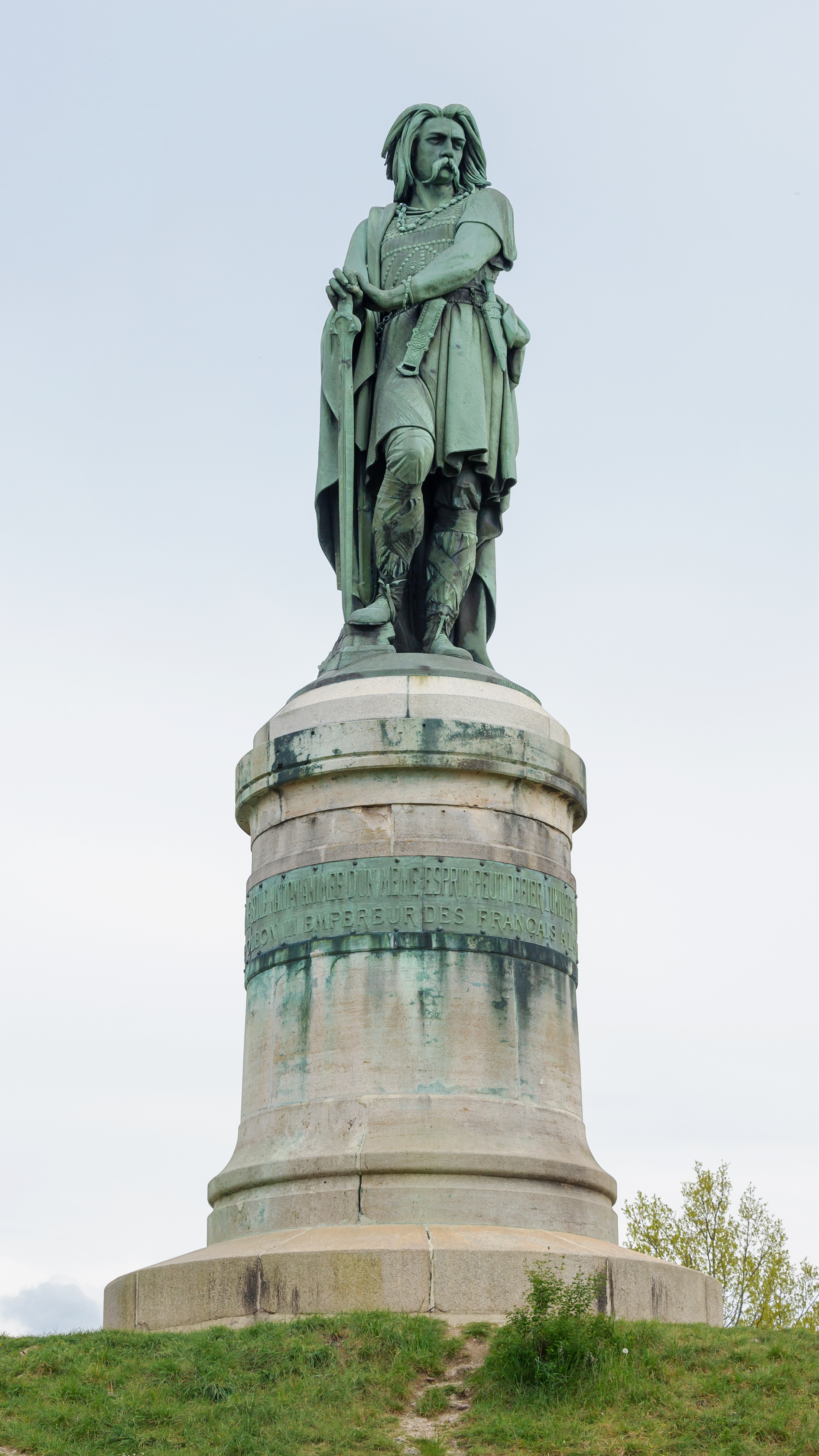
Мемориал Верцингеторига в Алезии, рядом с деревней Ализ-Сент-Рен, Франция

Наполеон I был невысокого мнения о Верцингеториге и прочих галльских вождях, проигрывавших римлянам при многократном численном преимуществе, в отличие от последующих французских авторов, видевших именно в дороманской Галлии истоки французской нации. В эпоху романтизма и возросшего интереса к национальной истории Галльская война начала трактоваться во Франции как завоевание иноземцами свободолюбивых галлов, в которых видели предков современных французов. В частности, в 1828 году Амедей Тьерри выпустил сочинение «История галлов», в котором превознёс мужество галльских племён в их борьбе с римскими завоевателями. Во многом именно благодаря его популярному сочинению Верцингеториг и Бренн, вождь напавших на Рим в IV веке до н. э. галлов, стали причислятся к сонму великих предков Франции.
В 1867 году Наполеон III, несмотря на свой пиетет к Древнему Риму и Цезарю, приказал установить на холме у Алезии статую Верцингеторига, который уже воспринимался среди патриотической общественности как национальный герой. Более того, в чертах лица памятника галльскому вождю находят сходство с самим императором.
После поражения во франко-прусской войне врага всех галлов Цезаря начали сравнивать с Мольтке и Бисмарком, осаду Алезии — с недавней осадой Парижа, а Верцингеторига — с Леоном Гамбетта.
В 1916 году, уже во время Первой мировой войны, историк Жюль Тутен опубликовал книгу «Герой и бандит: Верцингеториг и Арминий», в которой жестокие и вероломные германцы представлялись извечными врагами галлов.

## В искусстве

Галльская монета с портретом Верцингеторикса

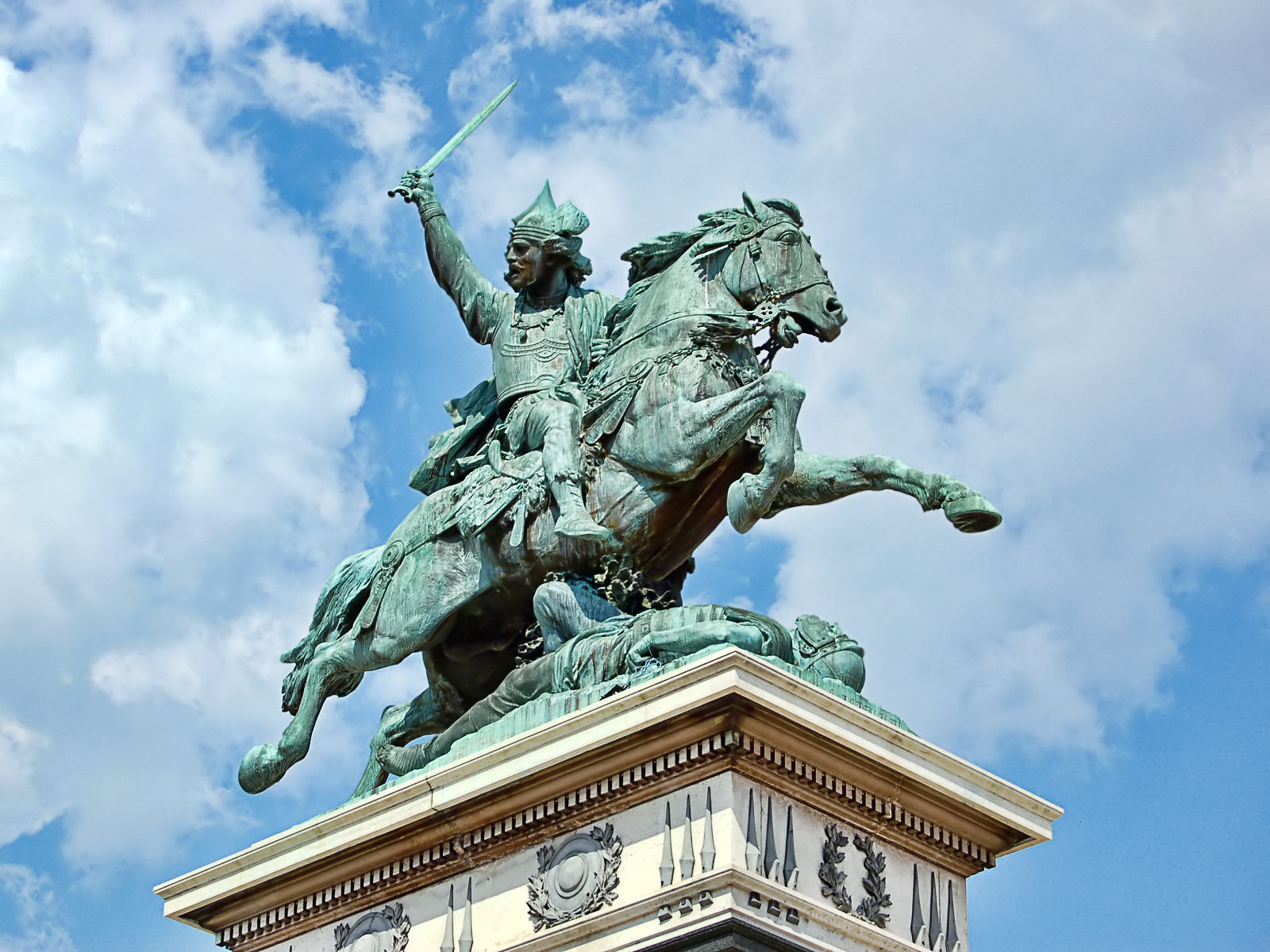
Статуя Верцингеторига в Клермон-Ферране работы Фредерика Бартольди

- Этому эпизоду римской истории посвящён фильм «Друиды» (2001). Роль Верцингеторига исполнил Кристофер Ламберт.
- В фильме «Юлий Цезарь и завоевание Галлии» (Италия, 1962) его роль исполнил Рик Баталия.
- В фильме «Юлий Цезарь» (2002) — Хайно Ферх.
- В сериале «Рим» (2005) — Джованни Кальканьо.
- В фильме «Alesia, le reve d’un roi nu» (Франция, 2011) — Ян Трегë.
- Верцингеторикс присутствует в комиксах об Астериксе «Астерикс из Галлии» и «Щит вождя».
- У бразильской группы Tuatha de Danann в альбоме «Tingaralatingadun» присутствует песня «Vercingetorix».
- Интернациональный музыкальный проект Folkodia[англ.] записал песню The Capitulation of Vercingetorix[23]
- RAC группой In Tyrannos записана одноимённая песня Vercingetorix.
- В романе Виктора Пелевина «IPhuck 10» Верцингеториг сдаётся Гаю Юлию Цезарю по сложному ритуалу, состоявшему в изнасиловании галльского вождя карниксом перед молчащим легионом.
- Является одним из доступных героев фракции варвары в компьютерной игре Total War: Arena.